# Gora Amosova
Gora Amosova är ett berg i Antarktis. Det ligger i Östantarktis. Norge gör anspråk på området. Toppen på Gora Amosova är 1 785 meter över havet.
Terrängen runt Gora Amosova är platt åt nordost, men åt sydväst är den kuperad.  Trakten är obefolkad. Det finns inga samhällen i närheten.